# FC Hennef 05
FC Hennef 05 is een Duitse voetbalclub uit Henef in de Rhein-Sieg-Kreis.
In 1916 werd Viktoria Geistingen opgericht. In 1924 gingen de voetballers uit Henef en Geistingen samen als Viktoria Hennef-Geistingen maar in 1929 ging men weer uit elkaar waarna Spiel- und Sportvereinigung Geistingen en Viktoria Hennef ontstonden. In 1938 gingen beide verenigingen samen met Turnverein zum Turn- und Rasensportverein TuRa Hennef (opgericht in 1895). Na de Tweede Wereldoorlog werden alle Duitse verenigingen ontbonden en de turnvereniging ging zelfstandig weer verder. SSV Geistingen werd niet meer heropgericht en Viktoria Hennef ging verder als TuRa Hennef.
In de jaren 50 kwam de club op het derde niveau (Landesliga) te spelen, op een korte degradatie na. In de jaren 60 zakte de club weer weg en keerde pas in 1985 terug in de Landesliga. Daar trof het sinds 2002 ook FC Geistingen als tegenstander. In 2005 kwam het tot een fusie tussen beide clubs die, ook met een handbalafdeling, verderging als FC Hennef 05.
In 2012 won Henef 05 de Mittelrheinpokal (beker van het Fußball-Verband Mittelrhein) en plaatste zich voor het eerst voor de DFB-Pokal waarin een jaar later direct met 0-6 verloren werd tegen TSV 1860 München uit de 2. Bundesliga. Ook in 2012 werd de Mittelrheinliga gewonnen maar uit financieel perspectief weigerde de club promotie naar de Regionalliga West. Dat gebeurde ook een seizoen later. Ook in het seizoen 2013/14 werd Henef 05 kampioen en ditmaal werd wel gekozen voor promotie waardoor de club in het seizoen 2014/15 in de Regionalliga West speelde. Na één seizoen moest de club weer een stapje terugzetten. 

## Erelijst
- Mittelrheinliga: 2012, 2013, 2014, 2023
- Mittelrheinpokal: 2012

SV Bergisch Gladbach 09 ·
SSV Bornheim ·
1. FC Düren ·
Sportfreunde Düren ·
SpVg Frechen 20 ·
FC Hennef 05 ·
Eintracht Hohkeppel ·
Fortuna Köln II ·
TuS Königsdorf ·
SSV Merten ·
FC Pesch ·
SpVg Porz ·
Siegburger SV 04 ·
VfL 08 Vichttal ·
FC Wegberg-Beeck ·
FC Teutonia Weiden